# Broor Andersson (Rålamb)
Broor Andersson (Rålamb), född 1568 på Bro sätesgård i Uppland, död 3 juni 1647 på samma plats, var en svensk ämbetsman. Han var son till Anders Sigfridsson
Han var herre till Länna gård i Almunge socken och Brogård i Bro socken, båda i Uppland, samt Bystad i Askers socken.
Efter studier i bl.a. Marburg tjänstgjorde han redan under Karl IX:s första regeringsår. 1613 utnämndes han till kammarråd, och fick han tillsammans med Axel Oxenstierna och Johan Skytte samma år i uppdrag att anskaffa soldater, vaka över handelsordningen, sörja för flottans förseende med förnödenheter och så vidare. 1614 kallade kungen honom till Finland för kammarärendens behandling. Sedermera var han en av de verksammaste att anskaffa pengar till Älvsborgs lösen. Under 1622–24 var han ståthållare över Närke och Värmland med Dal, Nora och Linde samt Arboga. 1624 fick han Västmanlands hövdingedöme, som han innehade till 1627, då han kallades till assessor och vice ordförande i Svea hovrätt. 1630 utnämndes han till president i Åbo hovrätt. 1631 förordnades han till bisittare i den domstol som skulle döma i ärekränkningsmålet mellan rhengreven Otto Ludvig och prins Kristian i Danmark.
Denna rättegång var knappast avslutad då kungen befallde att Broor för sonen Erik Brorsson Rålambs förseelse att bryta mot en kunglig order, skulle mista sina ämbeten och hans förläningar dras in, en befallning som rådet förgäves sökte förmå konungen att ändra. Först efter Gustav II Adolfs död, sedan Axel Oxenstierna varmt lagt sig ut för honom, fick han åter ett ämbete, då han 1634 utnämndes till landshövding i Åbo län. Han nedlade sin tjänst 1637.